# Boschia
Boschia  Korth. è un genere della famiglia delle Malvacee diffuso nel sud-est asiatico.

## Tassonomia
Il genere comprende le seguenti specie:
- Boschia excelsa Korth.
- Boschia grandiflora Mast.
- Boschia griffithii Mast.
- Boschia mansonii Gamble
- Boschia oblongifolia Ridl.